# ناتسو كيرينو
ناتسو كيرينو (باليابانية: 桐野 夏生) هي روائية يابانية من كاتبات الخيال البوليسي الياباني. ولدت يوم 7 تشرين الأول 1951 بكانازاوا، إيشيكاوا.
اسمها الأصلي ماركو هاشيوكا  ولها أكثر من اسم شهرة هي تغير اسمها حسب نوع ما تكتبه فهي تكتب روايات رومانسية وروايات بوليسية وروايات نسائية وروايات للشباب. واسم ناتسو كيرينو هو الأشهر حالياً. حصلت ناتسو كيرينو على جوائز أدبية عديدة أهمها جائزة ناوكي عام 1999 عن رواية «الخدود اللدنة». تعتبر رواية البوليسية «أوت» أشهر أعمالها وحازت بها على الجائزة الكبرى للروايات البوليسية في اليابان عام 1998 التي جعلتها ذائعة الصيت عالميا حيث ترجمت للغات أوروبية وأسيوية عديدة أهمها اللغة الإنكليزية وصدرت عن دار كودانشا العالمية للنشر عام 2003. وترجمت للغات الفرنسية والألمانية والإيطالية والسويدية والإندونيسية. تحولت كذلك إلى فيلم سينمائي ومسلسل تلفزيوني وعمل مسرحي وحققت نجاحا كبيرا في كل منها، حتى أن الفيلم السينمائي رُشح عن اليابان لجائزة الأوسكار أحسن فيلم أجنبي عام 2002. والمسرحية كذلك فازت بعدة جوائز. تدور أحداث رواية «أوت» عن حادثة حقيقية حدثت في اليابان وهي العثور على جثة مقطعة إلى أجزاء صغيرة وملقاة مع النفايات المنزلية التي تحرق عادة. القصة الحقيقية حدث عام 1994 وتم إدراجها في ملف الحوادث التي أقفلت وهي بلا حل بسبب التقادم ولم يُعثر على القاتل حتى الآن. أما الرواية فقد أخذت الشكل العام وبنت عليها درامية اجتماعية نفسية هائلة شرّحت فيها المجتمع الياباني الحالي وناقشت قضايا المستضعفين في الأرض مثل النساء والعمال الأجانب خاصة من البرازيليين أبناء الجيل الثاني والثالث من المهاجرين اليابانيين الذي رحلوا في نهاية القرن التاسع عشر الذي رحلوا في نهاية القرن التاسع عشر إلى أمريكا الجنوبية وخاصة البرازيل بعدد كبير بغرض البحث عن أرض الأحلام ولكن لم يكن حظ أغلبهم جيدا فحاول الجيل الثالث والرابع العودة إلى الجذور في اليابان خاصة بعد أن صارت دولة غنية مقارنة بدول أمريكا الجنوبية، فلم يكن حظهم أحسن من جدودهم رغم أن الرواية مصنفة كرواية بوليسية وألغاز، إلا أنها لا يوجد بها ألغاز فالقاتل معروف في لحظة القتل والدافع إلى الجريمة معروف وأركان الجريمة معروفة للقارئ من بداية القصة إلى نهايتها. ولكن رغم ذلك أسلوب الرواية في غاية التميز والتشويق في متابعة الأحداث لمعرفة مصير الأبطال ونهايتهم.

## روابط خارجية
- ناتسو كيرينو على موقع IMDb (الإنجليزية)
- ناتسو كيرينو على موقع قاعدة بيانات الفيلم (الإنجليزية)